# Start-Preis
Der Start-Preis (eigene Schreibweise: START-Preis) stellt den höchstdotierten und anerkanntesten Wissenschaftspreis Österreichs für Nachwuchsforscher dar.
Der einmal jährlich vom Fonds zur Förderung der wissenschaftlichen Forschung (FWF) ausgeschriebene und durch den Bundesminister für Bildung, Wissenschaft und Kultur verliehene Preis wurde 1996 vom damaligen Wissenschaftsminister Rudolf Scholten (SPÖ) ins Leben gerufen, er ist mit bis zu 1,2 Millionen Euro dotiert.
Die Preisträger werden von einer international besetzten 13-köpfigen Fachjury ausgewählt, deren Mitglieder aus renommierten Forschungsstätten und -instituten – beispielsweise der Harvard-Universität oder dem Massachusetts Institute of Technology – stammen. Die Fördermittel aus dem Preis werden den Forschern für einen Zeitraum von sechs Jahren zur Verfügung gestellt, wobei es keinerlei Quotenbeschränkung auf einzelne Wissenschaftsdisziplinen gibt. Während man für den Wittgenstein-Preis nominiert wird, muss man sich für den START-Preis mit einem Projektantrag bewerben.
2025 vergab der FWF erstmals die FWF-ASTRA-Preise mit einem Fördervolumen von je rund einer Million Euro an 18 Wissenschaftler.

## Preisträger
- 1996 Christian Koeberl, Ferenc Krausz, Ulrich Schmid, Peter Szmolyan, Karl Unterrainer, Harald Weinfurter, Gerhard Woeginger, Jakob Woisetschläger
- 1997 Gerhard Holzapfel, Bernhard Palme, Michael Schmid
- 1998 Peter Grabner, Gottfried Kirchengast, Rudolf Valenta, Gerhard Widmer
- 1999 Christoph Marschner, Norbert Mauser, Otmar Scherzer, Thomas Schrefl, Christoph Spötl, Joseph Strauss
- 2000 Thomas Brabec, Susanne Kalss, Dietrich Leibfried, Herbert Strobl, Bernhard Tilg
- 2001 Markus Arndt, Michael Buchmeiser, Wolfgang Drexler, Wilfried Ellmeier, Clemens Sedmak
- 2002 Wolfgang Heiss, Michael Jursa, Georg Schett, Dieter Schmalstieg, Joachim Schöberl
- 2003 Georg Kresse, Hanns-Christoph Nägerl, Andreas Villunger
- 2004 Thomas Bachner, Michael Kunzinger, Vassil Palankovski, Thomas Prohaska, Gerhard Schütz
- 2005 Michael Hintermüller, Matthias Horn, Andrea Lusser, Michael Moser, Norbert Zimmermann
- 2006 Hartmut Häffner, Norbert Polacek, Piet Schmidt, Josef Teichmann, Gerald Teschl
- 2007 Kathrin Breuker, Thomas Bugnyar, Otfried Gühne, Bernhard Lamel, Thomas Lörting, Paul Mayrhofer, Sigrid Wadauer, Thomas Wallnig
- 2008 Markus Aspelmeyer, Tom J. Battin, Massimo Fornasier, Daniel Grumiller, Alexander Kendl, Karel Riha, Kristin Tessmar-Raible, Christina Waldsich
- 2009 Francesca Ferlaino, Ilse Fischer, Arthur Kaser, Manuel Kauers, Thorsten Schumm, David Teis
- 2010 Julius Brennecke, Barbara Horejs, Barbara Kraus, Melanie Malzahn, Florian Schreck, Bojan Zagrovic
- 2011 Peter Balazs, Thomas Müller, Agata Ciabattoni, Peter Rabl, Sebastian Diehl, Michael Sixt, Alwin Köhler, Philip Walther
- 2012 Franz Schuster, Jürgen Hauer, Michael Kirchler, Alexander Dammermann, Sofia Kantorovich, Julia Budka, Kaan Boztug
- 2013 Stefan L. Ameres, Notburga Gierlinger, Clemens Heitzinger, Georgios Katsaros, David A. Keays, Ovidiu Paun, Thomas Pock, Paolo Sartori, Stefan Woltran
- 2014 Bettina Bader, Mathias Beiglböck, Karin Schnass, René Thiemann, Sigrid Neuhauser, Alexander Grüneis, Markus Aichhorn, Manuel Schabus
- 2015 Christoph Aistleitner, Ivona Brandic, Marcus Huber, Peter Lanyon, Gareth Parkinson, Rupert Seidl, Kristina Stöckl, Caroline Uhler
- 2016 Christopher Campbell, Felix Höflmayer, Nikolai Kiesel, Tracy Northup, Michael Eichmair, Harald Grobner
- 2017 Hannes Fellner, Claudine Kraft, Wolfgang Lechner, Vera Fischer, Miriam Unterlass, Andrea Pauli
- 2018 Emanuela Bianchi, Josef Norbert Füssl, Philipp Haslinger, Oliver Hofmann, Robert R. Junker, Gina Elaine Moseley
- 2019 Moritz Brehm, Christa Cuchiero, Bruno de Nicola, Christoph Gammer, José Luis Romero, Richard Wilhelm
- 2020 Alice Auersperg, Elisa Davoli, Gemma De las Cuevas, Robert Ganian, Julia Lajta-Novak, Aleksandar Matkovic, Birgitta Schultze-Bernhardt
- 2021 Laura Donnay, Julian Leonard, Yash Lodha, Hannes Mikula, Markus Möst, Katharina Theresa Paul
- 2022 William Barton, Elfriede Dall, Sandra Müller, Marcus Ossiander, Stefan Pflügl, Petra Sumasgutner
- 2023 Barbara Bayer, Stephanie J. Ellis, Máté Gerencsér, Richard Küng, Stephan Pühringer, Clemens Sämann, Marcus Sperling, Lukas Thürmer[2]
- 2024 Juan P. Aguilera, Svitlana Antonyuk, Dan Batovici, Uroš Delić, Esther Heid, Senka Holzer, Polina Kameneva, Yurii Malitskyi[3]